# Pilatus PC-6 Porter
Пілатус ПС-6 «Портер» (англ. Pilatus PC-6 «Porter» — «Носильник») — одномоторний літак загального призначення. Розроблений та вироблявся швейцарською фірмою Pilatus Aircraft. Вироблявся також за ліцензією в США корпорацією Fairchild Stratos (потім Fairchild Hiller). Перший політ — 1959 рік. Станом на 2012 рік перебував у серійному виробництві.
Всього збудовано 559 літаків, з них Pilatus Aircraft Ltd Switzerland — 467, Fairchild-Hiller Corp. — 92.